# Eligmodermini
Los eligmoderminos (Eligmodermini) son una  tribu de coleópteros polífagos crisomeloideos de la familia Cerambycidae.

## Géneros
Tiene los siguientes géneros:
- Acanthoibidion Lane, 1959
- Alienus Galileo & Martins, 2010
- Eligmoderma Thomson, 1864
- Limozota Pascoe, 1866
- Tucanti Martins & Galileo, 2009